# Guazi
Guazi (Chinees: 瓜子; pinyin: guāzi; Indonesisch: kuaci), ook wel kwasi (Birmees) genoemd, zijn geroosterde en gezouten plantenzaden. Het is een populaire snack in China, Maleisië en overzeese Chinese gemeenschappen, vooral in Indonesië. Het verwijst meestal naar gebakken zaden en pitten van de zonnebloem, pompoen of watermeloen. De zaden worden soms op smaak gebracht met specerijen zoals pandan, citroengras, kaneel of steranijs.